# 斯特凡·鲁苏
斯特凡·鲁苏（羅馬尼亞語：Ștefan Rusu，1956年2月2日—），罗马尼亚男子摔跤运动员。他曾代表罗马尼亚参加1976年、1980年和1984年夏季奥林匹克运动会摔跤比赛，获得一枚金牌、一枚银牌和一枚铜牌。